# Finestra antorbitale

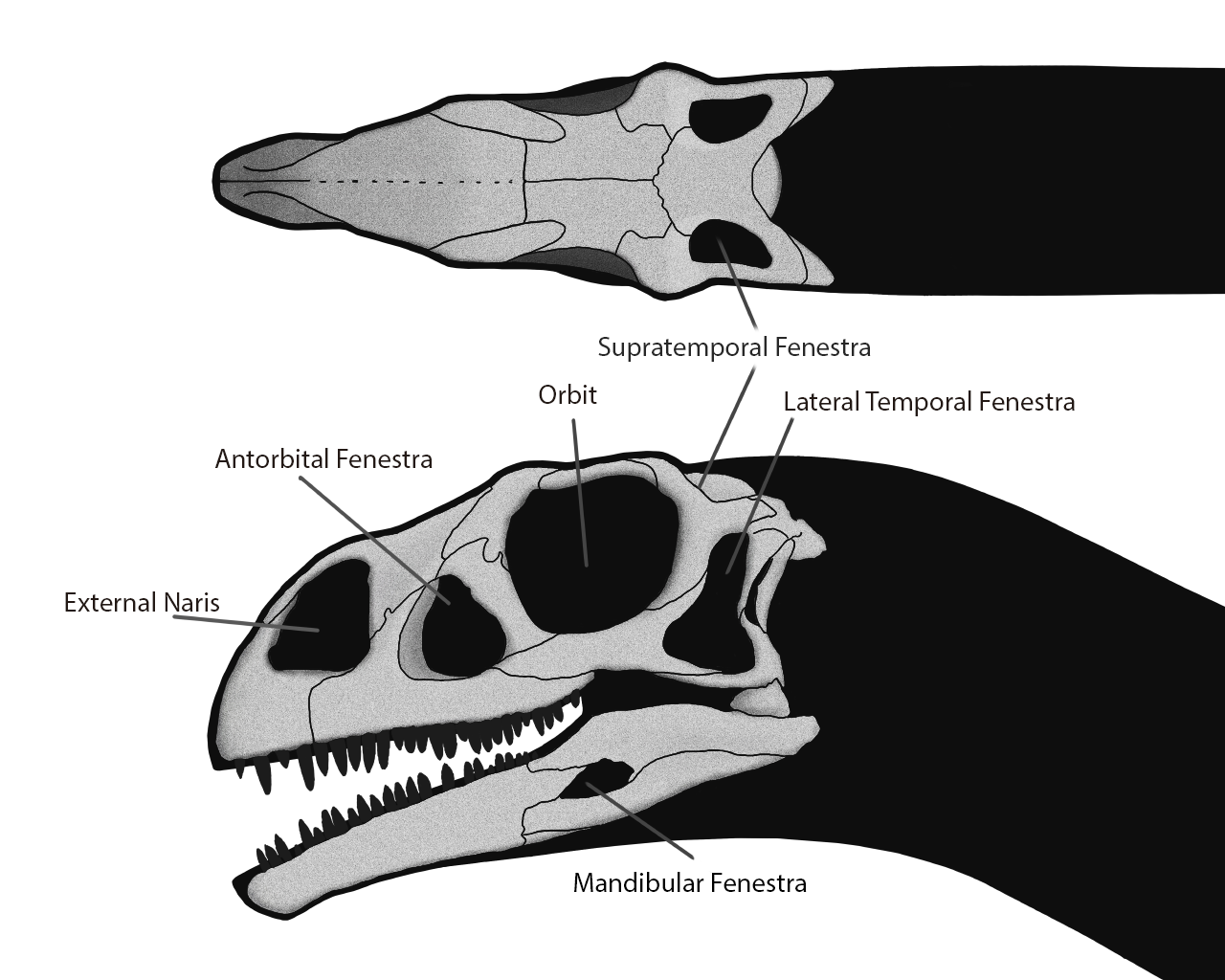
La finestra antorbitale e le altre aperture del cranio nel dinosauro Massospondylus.

La finestra antorbitale (fenestra antorbitalis) è un'apertura nel cranio situata davanti alle orbite oculari, una caratteristica tipica degli arcosauriformi che fa la sua prima comparsa nel periodo Triassico. Tra gli arcosauri attuali, gli uccelli conservano questa struttura, mentre i coccodrilli l'hanno persa, probabilmente a causa di esigenze strutturali del cranio connesse all'elevata forza del morso e alle loro abitudini alimentari. In alcune specie di arcosauri, l'apertura si è chiusa, ma la sua posizione resta visibile grazie a una depressione superficiale, detta fossa antorbitale.
La finestra antorbitale contiene un seno paranasale in comunicazione con la capsula nasale adiacente. Nonostante nei coccodrilli la finestra si sia chiusa, questi animali conservano comunque un seno antorbitale.
Nei dinosauri teropodi, la finestra antorbitale è la principale apertura del cranio e costituisce una sinapomorfia che caratterizza i teropodi tetanuri come clade. Al contrario, nella maggior parte degli ornithischi – come gli adrosauri e il genere Protoceratops – la finestra si riduce o si chiude, e proprio la sua scomparsa distingue Protoceratops dagli altri dinosauri ceratopsi.